# Dunkirk (New York)
Dunkirk is een plaats (city) in de Amerikaanse staat New York, en valt bestuurlijk gezien onder Chautauqua County.

## Demografie
Bij de volkstelling in 2000 werd het aantal inwoners vastgesteld op 13.131.
In 2006 is het aantal inwoners door het United States Census Bureau geschat op 12.299, een daling van 832 (-6.3%).

## Geografie
Volgens het United States Census Bureau beslaat de plaats een oppervlakte van
11,8 km², waarvan 11,7 km² land en 0,1 km² water. Dunkirk ligt op ongeveer 387 m boven zeeniveau.

## Plaatsen in de nabije omgeving
De onderstaande figuur toont nabijgelegen plaatsen in een straal van 16 km rond Dunkirk.